# Thulisile Phongolo
Thulisile Phongolo (Soweto, 22 de enero de 1994) es una actriz sudafricana, reconocida especialmente por su aparición en la popular serie de televisión Generations: The Legacy.

## Biografía
Nacida en 1994 en la ciudad sudafricana de Soweto, Phongolo empezó su carrera como actriz interpretando el papel de Zama en el seriado de la South African Broadcasting Corporation Tshisa. Acto seguido se desempeñó como presentadora en el programa de variedades de la cadena e.tv Craz-e junto a Zola Hashtasi, Kriya Gangiah y Stephanie Sandows.
En 2014 fue elegida para interpretar el papel de Namhla Diale en la telenovela Generations: The Legacy, basada en la popular y longeva serie sudafricana Generations. Tras dejar el reparto de esta producción en 2018, Phongolo apareció en la serie de SABC Makoti y en The Republic de la cadena Mzansi Magic. Aparte de su carrera como actriz, Phongolo se ha desempeñado como disc jockey.

## Filmografía destacada
- 2012 - Tshisa como Zama
- 2013 - Craz-e como presentadora
- 2014 - Generations: The Legacy como Namhla Diale
- 2018 - Makoti
- 2018 - The Republic